# Easy listening
Cet article concerne un style de musique. Pour l'album de Māya Sakamoto, voir Easy Listening (album).
Genres dérivés
Chill-out, sunshine pop, adult contemporary, musique planante, ambient, exotica, lounge, lofi hip-hop
L'easy listening (dont la mood music) (aussi dénommée beautiful music, middle of the road, pop traditionnelle) est un genre de musique populaire proche de la variété, ayant émergé au milieu des années 1950. La traduction littérale serait « écoute facile ».
L'easy listening regroupe des mélodies simples et accrocheuses, des chansons douces et élégantes, des rythmes de danses de salon. À ce titre, c'est plus un qualificatif, ou un état d'esprit, qu'un genre musical particulier. On y trouve à la fois des artistes du milieu du XXe siècle et d'autres considérés comme faisant de la musique électronique.

## Terminologie
L'easy listening est une désignation neutre, notamment par rapport à l'équivalent très péjoratif de « muzak ». Qui plus est, l'easy listening, quel qu'en soit le genre, est très loin de se résumer à de la simple musique d'ambiance, n'ayant pour seul but que d'être écoutée en fond sonore. Elle compte en effet parmi ses figures de proue des artistes considérés aujourd'hui comme des compositeurs de référence tels que Burt Bacharach, à qui l'on doit des tubes pop majeurs. On trouve des morceaux qualifiables de easy listening dans pratiquement tout genre de musique. Par exemple, on a souvent qualifié le jazz le plus mélodique et facile d'accès de smooth jazz. En revanche, si on considère uniquement le genre musical easy listening, on ne peut y inclure des artistes comme Burt Bacharach, Henry Mancini, Arthur Lyman (en), Walter Wanderley, etc.
De la même manière, les musiques de films érotiques italiens des années 1970 ou encore l'italo disco, incluant les artistes tels qu'Armando Trovajoli ou Fun Fun, peuvent être considérés comme faisant partie de l'esprit de l'easy listening par leur aspect décalé et divertissant. Aux États-Unis, l'easy listening fait souvent référence à la variété des années 1940 à 1960 (Frank Sinatra, Dean Martin, Glenn Miller, Perry Como, John Serry,…).

## Histoire
En France, l'émission Cocktail Time sur Radio Nova, animée par Ariel Wizman et Jean Croc dans les années 1990, a permis de diffuser le genre, dépassant le cadre strict du style tout en gardant l'état d'esprit. Ils passaient des artistes tels que Biddu Orchestra, Ennio Morricone, Las Grecas, Manuel y Lole, Augusto Martelli, John Holt, avec des petites digressions electro dans les années 1980 (Jacno) et 1990 (Miss Kittin and The Hacker, 1982).
L'easy listening connaît un regain d'intérêt grâce également à des webradios vouées entièrement à ce style, diffusant notamment des grands orchestres tels que Franck Pourcel, Paul Mauriat, Percy Faith, Mantovani, James Last…

## Artistes
- Adiemus
- Acker Bilk
- Alan Hawkshaw (en)
- Alain Morisod
- Andre Kostelanetz
- Andre Previn
- Anthony Ventura (de)
- Annunzio Paolo Mantovani
- Armando Trovajoli
- Astrud Gilberto
- Berry Lipman (de)
- Bert Kaempfert
- Billy May
- Billy Vaughn
- Bruno Nicolai
- Burt Bacharach
- Cal Tjader
- Caravelli et ses violons magiques
- Charles Trenet
- Claudine Longet
- Combustible Edison
- Enigma
- Enya
- Era
- Esquivel
- Francis Lai
- Franck Pourcel
- Glenn Miller
- Helmut Zacharias et ses Violons enchantés
- Henry Mancini
- Herb Alpert
- James Last
- Jean-Claude Borelly
- John Serry Sr.
- Kenny G
- Korla Pandit
- Lawrence Welk
- Les Baxter
- Liberace
- Martin Denny
- Michel Legrand
- Paolo Conte
- Paul Mauriat
- Percy Faith
- Raymond Lefèvre
- René Aubry
- Richard Clayderman
- Rondo Veneziano
- Saint Preux
- Sergio Mendes
- Sofiane Pamart
- Stéphane Pompougnac
- The Swingle Singers
- The Carpenters
- The Puppini Sisters
- Waldo de los Rios